# Jiayin Nongchang (bondby i Kina, Heilongjiang Sheng, lat 48,86, long 130,03)
Jiayin Nongchang (kinesiska: 嘉荫农场) är en bondby i Kina. Den ligger i provinsen Heilongjiang, i den nordöstra delen av landet, omkring 430 kilometer nordost om provinshuvudstaden Harbin. Antalet invånare är 7 881. Befolkningen består av 3 941 kvinnor och 3 940 män. Barn under 15 år utgör 11,0 %, vuxna 15-64 år 75 %, och äldre över 65 år 12,0 %.
Runt Jiayin Nongchang är det glesbefolkat, med 14 invånare per kvadratkilometer. Jiayin Nongchang är det största samhället i trakten. Trakten runt Jiayin Nongchang består till största delen av jordbruksmark.
Genomsnittlig årsnederbörd är 999 millimeter. Den regnigaste månaden är juli, med i genomsnitt 245 mm nederbörd, och den torraste är januari, med 9 mm nederbörd.